# Fenomenologia
(Johann Wolfgang von Goethe, Massime e riflessioni, n. 575, edizione a cura di Max Hecker, Weimar 1907)
La fenomenologia (dal greco φαινόμενον, fainòmenon, «che appare», e λόγος, lògos, «discorso») è una disciplina filosofica fondata da Edmund Husserl (1859-1938), membro della Scuola di Brentano, che designa lo studio dei fenomeni in ambito filosofico per come questi si manifestano, nella loro apparenza, alla coscienza intenzionale del soggetto, indipendentemente dalla realtà fisica esterna, il cui valore di esistenza viene messo per così dire «tra parentesi».
La fenomenologia ha avuto una profonda influenza sull'esistenzialismo in Germania e Francia, ma anche sulle scienze cognitive odierne e nella filosofia analitica.

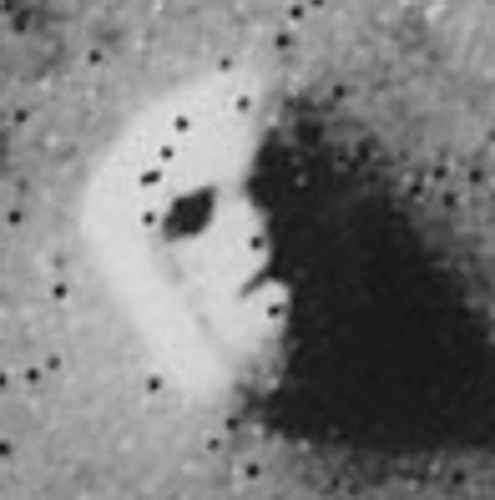
Esempio di fenomeno (nel caso specifico di pareidolia) configurato dalla coscienza umana tramite il potere proiettivo della propria intenzionalità.

## Storia del termine
Il termine fenomenologia fu introdotto originariamente dal filosofo tedesco di origine svizzera Johann Heinrich Lambert: nella sua opera Neues Organon, apparsa nel 1764, la fenomenologia designa lo studio delle apparenze illusorie, ossia delle fonti d'errore. Kant, a sua volta, riprende il termine nei Primi princìpi metafisici della scienza della natura (Metaphysische Anfangsgründe der Naturwissenschaft, del 1786), per indicare una parte della teoria del movimento che considera quest'ultimo soltanto in rapporto alle modalità in cui appare nella sensibilità esterna.
Convenzionalmente, il termine ha quattro significati principali nella storia della filosofia, uno desunto da Hegel (1807), uno da Husserl (a partire dal 1900), uno da Scheler (1914) e infine uno da Heidegger (1927).
- Per Hegel, la fenomenologia è un approccio alla filosofia che inizia con l'esplorazione dei "fenomeni" (che si presentano a noi nell'esperienza conscia) come mezzo per cogliere lo Spirito Assoluto che costituisce la verità del fenomeno. Nel caso della fenomenologia hegeliana si parla dunque di "fenomenologia dialettica".
- Per Edmund Husserl, la fenomenologia è un approccio alla filosofia che assegna primaria rilevanza, in ambito gnoseologico, all'esperienza intuitiva, la quale guarda ai fenomeni (che si presentano a noi in un riflesso fenomenologico, ovvero da sempre indissolubilmente associati al nostro punto di vista) come punti di partenza e prove per estrarre da essi le caratteristiche essenziali delle esperienze e l'essenza di ciò che sperimentiamo. È appunto chiamata "fenomenologia trascendentale". Il punto di vista di Husserl parte dalla Scuola di Brentano ed è stato ulteriormente sviluppato da filosofi come Maurice Merleau-Ponty, Jan Patočka, Hannah Arendt, Dietrich von Hildebrand, Edith Stein e Emmanuel Lévinas.
- Max Scheler nello scritto del 1914 Fenomenologia e teoria della conoscenza propone di superare la concezione della fenomenologia come metodo, spostando piuttosto l'attenzione al darsi del fenomeno stesso: il primato non spetta più al metodo conoscitivo che oggettiva l'attività del vedere, ma a ciò che si dà a vedere nella modalità dell'autodarsi (Selbstgegebenheit). Per ottenere questo risultato è necessario un cambiamento di atteggiamento (la riduzione) capace di spostare la visuale dalla prospettiva predominante con cui ci si rapporta al mondo. Questo cambiamento non è intellettuale ma riguarda il centro di orientamento della sfera emozionale della persona, l'ordo amoris, e si traduce in una capacità passiva o recettiva di aprirsi al mondo. Senza questa recettività "attiva" si rimarrebbe ciechi nei confronti dell'attività manifestativa del fenomeno che si autodà (Selbstgegebenheit).
- Per Martin Heidegger, la visione fenomenologica del mondo delle cose deve essere superata attraverso la comprensione dell'Essere che è dietro tutti gli enti, e può considerarsi come un'introduzione all'ontologia. Questa è stata denominata "fenomenologia esistenzialista", anche se Heidegger ha rifiutato sempre la definizione di esistenzialismo attribuita in particolare alla prima fase del suo percorso filosofico. Nella parte introduttiva di Essere e Tempo inoltre, Heidegger, dopo aver passato al vaglio le etimologie greche dei termini "lògos" e "phainòmenon", sottolinea l'importanza insita nella rielaborazione del concetto di fenomenologia, allo scopo di renderla una "apophàinestai ta phainòmena", evidenziando così l'obiettivo squisitamente rivelativo dell'essenza insita negli enti e nella loro essenza. Egli pone inoltre l'accento sul concetto meramente husserliano di fenomenologia, che deve essere intesa come "scienza" mirata ad andare "alle cose stesse!".

## La fenomenologia trascendentale

### L'intenzionalità

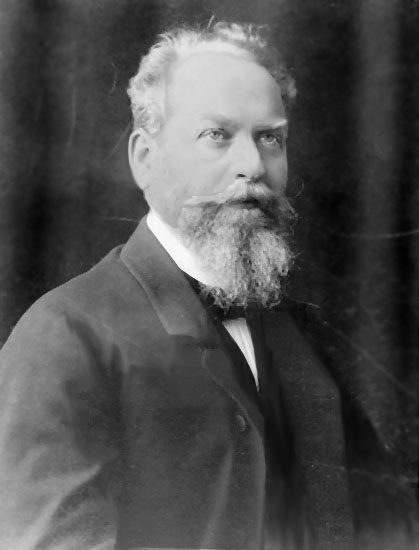
Edmund Husserl

Un elemento importante che Husserl prese da Brentano è quello dell'intenzionalità, l'idea che la coscienza sia sempre intenzionale, cioè che sia diretta ad un oggetto, che abbia un contenuto. Brentano aveva definito l'intenzionalità come la caratteristica principale dei fenomeni psichici (o mentali), tramite cui essi possono essere distinti dai fenomeni fisici. Ogni fenomeno mentale, ogni atto psicologico ha un contenuto, è diretto a qualche cosa (l'oggetto intenzionale). Ogni credere, desiderare etc. ha un oggetto: il creduto, il desiderato.

### La fenomenologia della prima edizione delleRicerche Logiche(1900/01)
Sotto l'influenza di Brentano, Husserl concepisce la fenomenologia ancora come «psicologia descrittiva». Husserl analizza la struttura intenzionale degli atti mentali e come essi possano essere diretti ad oggetti sia reali che ideali. Le Ricerche logiche iniziano con una devastante critica dello psicologismo, ovverosia il tentativo di assorbire la logica nella psicologia, riconducendola cioè entro una serie di processi psichici arbitrari. Husserl invece rivendica per la logica, la filosofia e la fenomenologia un campo proprio di ricerche, non sottomesso alle scienze empiriche.

### La fenomenologia trascendentale e costitutiva delleIdee(1913)
Alcuni anni dopo la pubblicazione della sua opera principale, le Logische Untersuchungen (Ricerche logiche, 1900-1901), in cui le idee base della fenomenologia presero forma per la prima volta, Husserl fece alcune scoperte essenziali per l'ulteriore sviluppo della fenomenologia, che lo portarono alla distinzione tra l'atto mentale (noesis) ed il fenomeno a cui tale atto è diretto (noema). La conoscenza di essenze o idee pure sarebbe possibile solo eliminando tutte le assunzioni riguardo all'esistenza del mondo come esterno ed indipendente. Questa procedura è chiamata epoché, interpretata talvolta come una forma di solipsismo metodologico perché somiglia a certi esperimenti mentali di Hobbes e Cartesio.
Oltre a questo, Husserl introdusse il metodo della «riduzione fenomenologica», che procede attraverso l'epoché e la riduzione trascendentale non solo a sospendere il giudizio sull'esistenza del mondo, ma anche a ricondurlo alla soggettività pura o assoluta.
Queste nuove scoperte furono alla base della pubblicazione delle Ideen (Idee) nel 1913, in cui furono incorporate per la prima volta, e indussero Husserl a intraprendere una seconda edizione delle Ricerche logiche.
Dalle Idee in poi Husserl concentrò sempre più la sua ricerca sulle strutture ideali ed essenziali della coscienza. Volendo escludere dal suo campo d'indagine qualunque ipotesi sull'esistenza di oggetti esterni, utilizzò il metodo di riduzione fenomenologica per eliminarli. Ciò che rimane è l'ego trascendentale, opposto all'ego empirico e concreto situato nel qui ed ora. La fenomenologia trascendentale diventa così lo studio delle strutture essenziali che rimangono rivelate nella coscienza pura: ovvero è lo studio dei fenomeni o noemata.
In un periodo successivo, Husserl si avvicinò ancor di più ad una posizione espressamente idealista, come è formulata nelle sue Cartesianische Meditationen (Meditazioni cartesiane, 1931).

### Esponenti della fenomenologia trascendentale
- Oskar Becker
- Aron Gurwitsch
- Marc Richir
- Alfred Schütz

## La fenomenologia realista
Pochi fenomenologi seguirono Husserl sulla strada della fenomenologia trascendentale. Soprattutto i fenomenologi monacensi, influenzati da Max Scheler, furono restii ad adottare la riduzione fenomenologica, o epoché, come proposta in Idee I. Da ciò nacque la corrente della fenomenologia realista, che rimase più vicina al progetto originario della prima edizione delle Ricerche logiche. Ai fenomenologi realisti la svolta trascendentale di Husserl pareva un tradimento del motto «ritornare alle cose stesse», che avevano trovato nelle Ricerche logiche e che li aveva allontanati dallo psicologismo di Lipps. L'idea dell'inattingibilità del noumeno unita a quella di una riduzione del filosofare allo studio delle forme del conoscere sembravano essere tramontate di fronte al progetto di un ritorno alle cose stesse, cioè di fronte allo sviluppo di un metodo che rendesse rigorosa la ricerca delle essenze.
Il realismo fenomenologico si applica a temi e problemi del mondo attuale, per esempio all'analisi del linguaggio, dell'arte, dell'etica, etc., piuttosto che al dato della coscienza pura e trascendentale.

### Esponenti
- Max Scheler
- Nicolai Hartmann
- Adolf Reinach
- Alexander Pfänder
- Johannes Daubert
- Roman Ingarden
- Dietrich von Hildebrand
- Moritz Geiger

## Le principali divergenze fra la fenomenologia di Husserl e di Scheler
Scheler rientra solo per certi aspetti all'interno del movimento fenomenologico. Ad esempio sul problema dell'a priori materiale (o «apriori» come scrive Scheler) Husserl e Scheler non pensano esattamente la stessa cosa, anche se tuttavia sono più vicini di quanto lasci supporre la violenta polemica innescata nel 1913 da Scheler contro l'«idealismo» di Husserl.
Quando Husserl, nelle Ricerche Logiche, scrive che le forme categoriali si danno nell'intuizione categoriale, Scheler, fraintendendo, pensa di poter leggere che esistono riempimenti materiali "empirici" che possono essere colti indipendentemente dalla percezione sensibile, ma quando Husserl, in Ideen I, fa supporre che le forme categoriali siano da intendere nel senso di Brentano, cioè in termini di essenze distinte dai dati empirici e basate su dati sensibili, Scheler bolla troppo frettolosamente tutto il discorso come idealismo. Per venir fuori da questi fraintendimenti è opportuno valutare se quella di Husserl e di Scheler possano essere considerate come due posizioni complementari.
Le divergenze derivano principalmente dalla differente teoria della realtà e dal differente concetto di sensazione. Scheler fra il 1912 e il 1917 è in grado di elaborare una compiuta «fenomenologia della corporeità» in cui il corpo-vivo (Leib) grazie alla propria struttura pulsionale (Triebstruktur) viene visto come il vero "apriori materiale" della sensibilità. In questa prospettiva la sensibilità non coincide con l'esperienza, ma solo con la sfera dell'esperienza delimitata dalla rilevanza vitale dell'organismo..
Questo porta Scheler a criticare il rapporto che Husserl viene a stabilire fra intuizione categoriale e sensibile. Scheler teorizza un riempimento non sensibile ma tuttavia empirico, un ambito "materiale puro", nel senso di non sensibile e non ideale, ma caratterizzato dall'autodatità: se la datità è la forma in cui si manifesta la sensibilità organica, l'autodatità è il modo inoggettivabile di rivelarsi della persona e di tutta una sfera della realtà che trascende la rilevanza organica (ad es. tutta la dimensione estetica). Husserl e Scheler aprono così sul concetto di “essenza” due prospettive molto diverse, ma forse complementari.
È da notare però che il concetto scheleriano di essenza risulta caratterizzato da una ambiguità di fondo in quanto da un lato viene descritto come un Sosein, cioè un oggetto ideato dalla riduzione, dall'altro viene considerato come una Tatsache esemplare, cioè un dato di fatto reale capace di mettere in moto un processo di funzionalizzazione. Queste ambiguità vengono in parte risolte considerando il senso ultimo che Scheler conferisce alla riduzione: non un metodo conoscitivo, quanto una vera e propria tecnica di trasformazione del proprio stile esistenziale. In questa prospettiva l'essenza diventa qualcosa di molto simile a una matrice della propria formazione (Bildung): diventa cioè un'esperienza esemplare capace di funzionalizzare una trasformazione (Um-bildung) del proprio modo di vivere, trasformazione che nel caso limite può essere descritta come vera e propria ri-nascita.
Altrettanto il concetto di Entwirklichung, la derealizzazione alla base della riduzione, viene inteso non come sospensione di tutta la realtà, bensì come sospensione solo della realtà che fa riferimento alla sfera dell'Io per consentire la rinascita socratico-maieutica del centro personale. In questa prospettiva il fenomeno riuscirebbe a esprimere e coincidere con l'essenza (diventando finalmente quel Vorbild e Tatsache forse già intuiti da Scheler) solo se inteso non tanto come il venire alla luce oggetto di un mero metodo conoscitivo, quanto come processo ontologico del venire alla luce nel senso del nascere o, nel caso della persona, del rinascere una seconda volta. Per tutti questi motivi nel caso di Scheler più che di "riduzione fenomenologica"  sarebbe allora più corretto parlare di "riduzione kathartica".

## La fenomenologia esistenzialista
Dove Husserl concepiva la fenomenologia come «prima filosofia», quindi come una disciplina fondamentalmente epistemologica, alcuni dei suoi studenti, tra cui Martin Heidegger, la intesero come una disciplina ontologica, interessandosi maggiormente al fondamento ultimo dei fenomeni, al manifestarsi dell'esistenza come il darsi dell'Essere.

### Esponenti
- Karl Jaspers (1883 – 1969)
- Martin Heidegger (1889 – 1976)
- Hannah Arendt (1906 – 1975)
- Emmanuel Lévinas (1906 – 1995)
- Gabriel Marcel (1889 – 1973)
- Jean-Paul Sartre (1905 – 1980)
- Maurice Merleau-Ponty (1908 – 1961)

## Movimenti influenzati dalla fenomenologia
L'invito di Husserl a ritornare alle «cose stesse», distinguendo la conoscenza ingenua e acritica, propria della scienza, dalla conoscenza filosofica in cui consiste effettivamente la fenomenologia, ha indotto a riscoprire l'interesse per quelli che già Goethe, ritenuto insieme a Platone un precursore di tale disciplina, definiva urphänomen o «fenomeni originari», respingendo ogni forma di riduzionismo scientifico. Agli sviluppi in senso fenomenologico della cosiddetta «scienza goethiana» ha contribuito in particolare l'antroposofia di Rudolf Steiner, allievo tra l'altro di Brentano, rivolta a costruire una filosofia intesa come liberazione dalle forme limitanti del pensiero.
Negli anni settanta anche lo scrittore Carlos Castaneda affermò di aver trovato nella fenomenologia gli strumenti metodologici per poter interpretare e applicare correttamente gli insegnamenti esoterici ricevuti dal suo maestro yaqui Don Juan, sciamano messicano, imparando a distinguere, all'interno dell'atto conoscitivo, la percezione dall'intenzione, ossia l'oggetto esterno percepito, soggetto a mutevolezza e sul quale occorre sospendere il giudizio, dal contenuto mentale (noema), l'unico che abbia importanza all'interno dell'esperienza soggettiva di chi apprende. La conoscenza non deriva dalla percezione, ma appunto dall'intenzione, cioè dalla capacità della coscienza di intendere e configurare il mondo secondo certi canoni.
Altri movimenti influenzati in vario modo dalla fenomenologia sono i seguenti:
- Fenomenologia della vita
- Ermeneutica
- Strutturalismo
- Esistenzialismo
- Decostruzionismo
- Costruttivismo
- Psichiatria fenomenologica, sviluppata in Italia tra gli altri da Eugenio Borgna
- Psicologia della Gestalt
- Postfenomenologia